# عمى عقلي
يُوصف العمى العقلي على أنه اضطراب إدراكي يحدث عندما يكون الفرد غير قادر على إرجاع الحالات العقلية إلى الذات والآخر. وكنتيجةٍ لهذا الاضطراب، لا يعي الفرد حالات الآخرين العقلية. ولا يستطيع الفرد إسناد المعتقدات والرغبات للآخرين. وتُعرف القدرة على تطوير الوعي العقلي لما هو موجود في عقل الفرد باسم «نظرية العقل» (ToM). وتسمح هذه النظرية للشخص أن يُعزي سلوكنا وأفعالنا إلى حالات عقلية مختلفة مثل العواطف والنوايا. ويرتبط العمى العقلي بمرضى التوحد ومتلازمة أسبرجر الذين يميلون لإظهار عجز في الرؤية الاجتماعية. بالإضافة إلى التوحد، ومتلازمة أسبرجر، وانفصام الشخصية، امتد بحث نظرية العقل والعمى العقلي مؤخرًا ليشمل بعض الاضطرابات الأخرى مثل الخرف، والاضطرابات الثنائية القطبية، واضطرابات الشخصية المعادية للمجتمع فضلاً عن الشيخوخة الطبيعية.
وبصفة عامة، فإن نظرية "العمى العقلي" تؤكد على أن الأطفال الذين يُعانون من هذه الحالات يتأخرون في تطوير نظرية العقل، التي تسمح بشكل طبيعي للأطفال في مرحلة النمو أن يضعوا أنفسهم "مكان أشخاص آخرين"، لتخيل أفكارهم وأحاسيسهم." ولهذا، غالبًا ما يكون الأطفال المصابون بالتوحد غير قادرين على التصور، أو الفهم، أو التنبؤ بالحالات العقلية للأشخاص الآخرين.

## العلاقة والأسباب

### العمى العقلي ونظرية العقل
العمى العقلي هو حالة تحدث عندما لا تتطور أو تُفقد نظرية العقل لدى الفرد. وتكمن نظرية العقل في الأفراد الطبيعيين. وهي تمكن الفرد من تكوين تفسيرات تلقائية للأحداث مع مراعاة الحالات العقلية للأشخاص، ورغباتهم ومعتقداتهم. ووصف كوهين الفرد الذي يفتقر لنظرية العقل أنه يُدرك العالم بطريقةٍ مربكةٍ ومخيفةٍ؛ مما يؤدي إلى الانعزال عن المجتمع.
لُوحظ نهج بديل للخلل الاجتماعي في العمى العقلي يُركّز على عاطفة الأشياء. وبناءً على الأدلة التجريبية، استخلص فيرث أن معالجة العواطف الإدراكية المعقدة تعاني من الخلل مقارنةً بالعواطف الأبسط. وبالإضافة إلى ذلك، لا يبدو أن الاتصال يتوقف في الطفولة المبكرة لدى الأطفال المتوحدين. وهذا يشير إلى أن العاطفة مُكوّن للإدراك الاجتماعي الذي يُمكن فصله عن النمو العقلي.
وقام لومباردو وكوهين بتحديث النظرية وتعيين بعض العوامل الإضافية التي تلعب دورًا هامًا في نظرية العقل لمرضى التوحد. وأثارا فكرة أن القشرة الحزامية الوسطى الموجودة خارج منطقة النمو العقلي التقليدية كانت قليلة النشاط لدى مرضى التوحد، في حين أن البقية من تنشيط نظرية العقل كانت طبيعية. وكانت هذه المنطقة مهمة في تحديد مدى استغلالها في شخصٍ ما وبالتالي تحديد النمو العقلي المطلوب.

### الأساس البيولوجي للعمى العقلي
تشير الارتباطات العصبية لنظرية العقل العصبية إلى ثلاث مناطق في الدماغ. القشرة المجاورة للحزامية الأمامية (برودمان)، وتُعتبر هذه في المنطقة الرئيسية للنمو العقلي. وتقع في الجسم الثفني (الجاسئ) الأمامي والقشرة الحزامية الأمامية. وترتبط هذه القشرة بالقشرة الأمامية الوسطى حيث يكون التنشيط مرتبطًا بحالات النمو العقلي. وتنمو خلايا القشرة الحزامية الأمامية في عمر الأشهر الأربعة مما يدل على أن ظهور العمي العقلي قد يحدث خلال هذا الوقت.
بالإضافة إلى القشرة المجاورة للحزامية الأمامية، يرتبط التلم الصدغي العلوي والقطبان الصدغيان بنظرية العقل وعلم أمراضها. ومع ذلك، لا ترتبط هذه المناطق بشكلٍ فريدٍ بالنمو العقلي. وتُساعد في تنشيط المناطق المرتبطة بنظرية العقل. ويُعتبر التلم الصدغي العلوي مسؤولاً عن معالجة المعلومات السلوكية بينما يعد القطبان الصدغيان مسؤولين عن استرجاع الخبرات الشخصية. وتُعتبر هذه المناطق ذات أهمية في تنشيط مناطق نظرية العقل وترتبط بالعمى العقلي. يُقدم القطبان الصدغيان الخبرات الشخصية للنمو العقلي مثل التعرف على الوجه، والذاكرة العاطفية والأصوات المألوفة. وفي المرضى الذين يعانون من خرف دلالة الرموز، قد تضمر المناطق الصدغية لهؤلاء المرضى وتؤدي إلى خلل معين يمكن أن يؤدي بدوره إلى العمى العقلي.

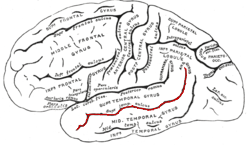
التلم الصدغي العلوي

تُعتبر اللوزة والقشرة الأمامية أعلى محجر العين جزءًا من نظرية العقل. ومسؤولة عن التفسير السلوكي الذي يلعب دورًا هامًا في الإدراك الاجتماعي وبالتالي يساهم في نظرية العقل. ولا يوجد دليل ثابت أن الضرر الذي يلحق بالقشرة الأمامية أعلى محجر العين يؤدي إلى خلل غير واضح، ولكن ليس الفقد الكلي لنظرية العقل يُمكن أن يؤدي إلى عمى عقلي. وأوضحت بعض الدراسات[بحاجة لمصدر] أن القشرة الأمامية أعلى محجر العين لا ترتبط بشكل مباشر مع نظرية العقل أو العمى العقلي. ومع ذلك، استطاع ستون وزملاؤه من خلال دراسة قاموا بها أن يُوضّحوا ضعف نظرية العقل على مهام النمو العقلي.
ونظرًا لارتباط الفص الأمامي بالوظيفة التنفيذية، قدم الباحثون تفسيرًا نظريًا على أن الفص الأمامي يلعب دورًا هامًا في نظرية العقل وعلم الأمراض المرتبط بها. وكان هناك اقتراح أن الوظيفة التنفيذية ونظرية العقل يشتركان في نفس المناطق. وعلى الرغم من حقيقة أن نظرية العقل والعمى النفسي يفسران خلل الوظيفة التنفيذية، ودارت مناقشات حول أن التوحد لا يحدد من خلال فشل الوظيفة التنفيذية.
وأوضحت دراسات المرض أنه عندما تقع الإصابة على الفص الأمامي الأوسط، يقل الأداء في مهام النمو العقلي، على غرار حالات العمى العقلي النموذجية. أما المرضى الذين تعرضوا لإصابات في الفص الأمامي بسبب إصابة بالغة في الرأس فتظهر عليهم علامات عمى عقلي، كنتيجة لفقد نظرية العقل. ومع ذلك، لا يزال هناك نقاش حول ما إذا كان توقف الفص الأمامي الأوسط مسئولاً عن العمى العقلي.
اقترح فريث وفريث أن الشبكة العصبية التي تتضمن القشرة القبل الأمامية الوسطى، والقشرة الحزامية الأمامية، والتلم الصدغي العلوي، ذات أهمية جوهرية للعمل الطبيعي لنظرية العقل والمراقبة الذاتية. هذا النظام المُشكل الخارجي ذو أهمية كبيرة للإدراك الاجتماعي. ويؤدي توقف هذه الشبكة العصبية إلى العمى العقلي في الأفراد الذين يعانون من انفصام في الشخصية.
وقدم كاستيلي وزملاؤه دليلاً آخر على التفسير المحتمل للعمى العقلي عند مرضى التوحد. حيث أوضحوا أن الارتباط بين المناطق الخلفية (القذالية) والمناطق الجدارية-الصدغية أضعف في مجموعة المتوحدين عن مجموعة التحكم. يُمكن أن يُثبط تقليل نشاط هذه الشبكة التأثيرات التفاعلية بين المناطق التي تعالج العناصر الإدراكية العليا والدنيا.

## استشهادات
1. 1 2 3 4  Gallagher، Helen L. (1 فبراير 2003). "Functional imaging of 'theory of mind'". Trends in Cognitive Sciences. ج. 7 ع. 2: 77–83. DOI:10.1016/S1364-6613(02)00025-6. PMID:12584026. {{استشهاد بدورية محكمة}}: الوسيط author-name-list parameters تكرر أكثر من مرة (مساعدة)
2. 1 2 3  Frith، Uta (1 ديسمبر 2001). "Mind Blindness and the Brain in Autism" (PDF). Neuron. ج. 32 ع. 6: 969–979. DOI:10.1016/S0896-6273(01)00552-9. PMID:11754830. اطلع عليه بتاريخ 2012-02-19.[وصلة مكسورة]
3. ↑  Brune، M. (1 يناير 2005). ""Theory of Mind" in Schizophrenia: A Review of the Literature". Schizophrenia Bulletin. ج. 31 ع. 1: 21–42. DOI:10.1093/schbul/sbi002. PMID:15888423.
4. ↑  Baron-Cohen, Simon. "Autism: The Empathizing-Systemizing (E-S) Theory." The Year in Cognitive Neuroscience: Ann. N.Y. Acad. Sci. 1156 (2009): 68-80.
5. ↑  Jurecic, Ann. "Mindblindness: Autism, Writing, and the Problem of Empathy." Literature and Medicine 25 (2006): 1-23.
6. ↑  Baron-Cohen، Simon (1990). "Autism: a specific cognitive disorder of 'mind-blindness'". International Review of Psychiatry. ج. 2: 81–90. DOI:10.3109/09540269009028274.
7. ↑  Lombardo، Michael V. (1 مارس 2011). "The role of the self in mindblindness in autism". Consciousness and Cognition. ج. 20 ع. 1: 130–140. DOI:10.1016/j.concog.2010.09.006. PMID:20932779. {{استشهاد بدورية محكمة}}: الوسيط author-name-list parameters تكرر أكثر من مرة (مساعدة)
8. ↑  Stone، V.E؛ Baron-Cohen، S؛ Knight، RT (1998). "Frontal lobe contributions to the theory of mind". Journal of Cognitive Neuroscience. ج. 10 ع. 5: 640–656. DOI:10.1162/089892998562942. PMID:9802997.
9. ↑  Josef Perner and Birgit Lang (1999). "Development of theory of mind and executive control". Trends in Cognitive Sciences. ج. 3.
10. ↑  Carruthers، Peter. Autism as Mind-Blindness: an elaboration and partial defence.
11. ↑  Havet-Thomassin، V (2006). "What about theory of mind after severe brain injury?". Brain Injury. ج. 20 ع. 1: 83–91. DOI:10.1080/02699050500340655. PMID:16403703. {{استشهاد بدورية محكمة}}: الوسيط author-name-list parameters تكرر أكثر من مرة (مساعدة)
12. ↑  Bird، C. M. (14 يناير 2004). "The impact of extensive medial frontal lobe damage on 'Theory of Mind' and cognition". Brain. ج. 127 ع. 4: 914–928. DOI:10.1093/brain/awh108.
13. ↑  Frith، Uta (2001). "The biological basis of social interaction". Current Directions in Psychological Science. ج. 10 ع. 5: 151–155. DOI:10.1111/1467-8721.00137. {{استشهاد بدورية محكمة}}: الوسيط author-name-list parameters تكرر أكثر من مرة (مساعدة)